# Baby Boy (Beyoncé)
"Baby Boy" is een nummer van de Amerikaanse zangeres Beyoncé, in samenwerking met de Jamaicaanse zanger Sean Paul. De track is geproduceerd door Scott Storch en verscheen op het debuutalbum van Beyoncé, Dangerously in Love (2003). "Baby Boy" werd geschreven door Beyoncé, Storch, Sean Paul, Robert Waller en haar man Shawn Carter (Jay-Z). Het nummer wordt beschouwd als een vervolg op '03 Bonnie & Clyde, een nummer van Carter en Knowles.
Het nummer werd uitgegeven op 3 augustus 2003 door Columbia Records, als de tweede single van Dangerously in Love. De single werd geprezen door muziekcritici, die haar over het algemeen complimenteerden voor de implementatie van muziekstijlen uit het Midden-Oosten (Arabische muziek) en India (Indiase muziek).
"Baby Boy" was een commercieel succes. Het nummer stond negen opeenvolgende weken op de eerste positie van de Amerikaanse Billboard Hot 100. Het nummer stond in veel landen in de top 10, waaronder Australië, België, Denemarken, Frankrijk, Ierland, Nederland, Nieuw-Zeeland, Noorwegen, Zweden, Zwitserland en het Verenigd Koninkrijk. Verder ontving het nummer de platinumcertificatie van de Recording Industry Association of America (RIAA) en de Australian Recording Industry Association (ARIA).
De begeleidende videoclip werd geregisseerd door Jake Nava, die ook de video-opname voor de leadsingle "Crazy in Love" regisseerde.

## Nummers en alternatieve versies
- 12" Maxi single[1]

1. "Baby Boy" (albumversie) – 4:04
2. "Baby Boy" (Junior Vasquez Club Anthem Remix) – 8:50
3. "Baby Boy" (Maurice's Nu Soul Mix) – 6:14
4. "Baby Boy" (Maurice's Nu Dub Baby!) – 6:30

- Duitse single[2]

1. "Baby Boy" (albumversie) – 4:04
2. "Baby Boy" (Junior's Padapella) – 3:58

- Europese Maxi-CD[3]

1. "Baby Boy" (albumversie) – 4:04
2. "Baby Boy" (Maurice's Nu Soul Mix) – 6:14
3. "Baby Boy" (Junior's Padapella) – 3:58
4. "Krazy In Luv" (Adam 12 So Crazy Remix) – 4:30

## Hitlijsten
| Hitlijst (2003-2004)     | Hoogste positie |
| ------------------------ | --------------- |
| Australië                | 3               |
| Oostenrijk               | 18              |
| Ultratop 50 (Vlaanderen) | 11              |
| Ultratop 40 (Wallonië)   | 7               |
| Denemarken               | 6               |
| Nederland                | 8               |
| European Hot 100 Singles | 3               |
| Frankrijk                | 8               |
| Duitsland                | 4               |

| Hitlijst (2003-2004)     | Hoogste positie |
| ------------------------ | --------------- |
| Ierland                  | 6               |
| Italië                   | 12              |
| Nieuw-Zeeland            | 2               |
| Norwegen                 | 10              |
| Zweden                   | 5               |
| Zwitserland              | 5               |
| Verenigd Koninkrijk      | 2               |
| VS Billboard Hot 100     | 1               |
| VS Hot R&B/Hip-Hop Songs | 1               |